# Rally Dakar 1995
Il Rally Dakar 1995 è stata la 17ª edizione del Rally Dakar (partenza da Granada, arrivo a Dakar).

## Tappe
Nelle 15 giornate del rally raid furono disputate 16 tappe ed una serie di trasferimenti (10.109 km), con 14 prove speciali per un totale di 5.725 km.

## Classifiche

### Moto
Hanno finito la gara 27 delle 95 moto iscritte.
| Pos. | Pilota               | Mezzo  |
| ---- | -------------------- | ------ |
| 1    | Stéphane Peterhansel | Yamaha |
| 2    | Jordi Arcarons       | Cagiva |
| 3    | Edi Orioli           | Cagiva |
| 4    | Fabrizio Meoni       | Honda  |
| 5    | Jean Brucy           | Honda  |
| 6    | Patrick Sireyjol     | KTM    |
| 7    | Jürgen Mayer         | KTM    |
| 8    | Gerard Jimmink       | Cagiva |
| 9    | Jean-Claude Olivier  | Yamaha |
| 10   | Fernando Gil         | KTM    |

### Auto
Hanno finito la gara 58 delle 86 auto iscritte.
| Pos. | Equipaggio                            | Mezzo      |
| ---- | ------------------------------------- | ---------- |
| 1    | Pierre Lartigue / Michel Périn        | Citroen    |
| 2    | Bruno Saby / Dominique Serieys        | Mitsubishi |
| 3    | Kenjirō Shinozuka / Henri Magne       | Mitsubishi |
| 4    | Jean-Pierre Fontenay / Bruno Musmarra | Mitsubishi |
| 5    | Timo Salonen / Fred Gallagher         | Citroen    |
| 6    | Duarte Guedes / Dubois                | Nissan     |
| 7    | Thierry Delavergne / Arguelles        | Nissan     |
| 8    | Giacomo Vismara                       | Ssangyong  |
| 9    | Siriwattanakun Pornsawan / Tull       | Mitsubishi |
| 10   | Hiroshi Masuoka / Andreas Schulz      | Mitsubishi |

### Camion
Hanno finito la gara 18 dei 24 camion iscritti.
| Pos. | Equipaggio                         | Mezzo    |
| ---- | ---------------------------------- | -------- |
| 1    | Karel Loprais / Stachura / Kalina  | Tatra    |
| 2    | Yoshimasa Sugawara / Shibata       | Hino     |
| 3    | Vlastimil Buchtyar / Koreny        | Tatra    |
| 4    | Gilbert Versino / Cassiot          | Mercedes |
| 5    | Klaus Bauerle / Stock              | Mercedes |
| 6    | Jean-Paul Bosonnet / Serge Lacourt | Mercedes |
| 7    | Jérome Pelichet / Gambillon        | Mercedes |
| 8    | Henk Hellegers / Supheert          | Mercedes |
| 9    | Laurent Granjon / Martineau        | Mercedes |
| 10   | Joseph Petit / Lodreo              | Mercedes |